# M1 Abrams
M1 Abrams este un tanc principal de luptă din generația a treia, fabricat în Statele Unite ale Americii. Vehiculul este denumit după generalul american Creighton Abrams, fostul șef al Statului Major al Armatei Americane și comandantul forțelor militare americane din Vietnam din 1968 până în 1972. M1 Abrams este un tanc foarte bine înarmat, cu un blindaj greu și cu o mobilitate mare, conceput pentru războiul modern. Printre caracteristicile notabile se poate menționa utilizarea unei puternice turbine cu gaz, adoptarea unui blindaj compozit sofisticat și depozitarea muniției într-un compartiment separat de cel al echipajului, pentru o protecție superioară a tanchiștilor. Având o greutate de aproape 62 de tone, M1 este printre cele mai grele tancuri de luptă principale.
Tancul M1 Abrams a fost intrat în dotarea armatei americane în anul 1980, fiind succesorul modelului M60. Totuși, tancul a fost folosit mai bine de un deceniu alături de modelul îmbunătățit M60A3, care a apărut în 1978. M1 Abrams este în prezent tancul principal de luptă al Forțelor Armate și al Infanteriei Marine americane, al armatelor Egiptului, Kuweitului, Arabiei Saudite, Australiei și Irakului (din 2010). Tancul a fost conceput pentru a fi folosit până în anii 2050, cu o durată de exploatare de aproape 70 de ani.
Trei versiuni ale tancului M1 Abrams au fost dezvoltate: M1 (modelul original), M1A1 și M1A2. În prezent, o versiune îmbunătățită, denumită M1A3, este în faza de proiectare.

## Specificații tehnice
|                    | M1                                                    | M1IP                                                  | M1A1                                                  | M1A2                                                  | M1A2SEP                                               |
| ------------------ | ----------------------------------------------------- | ----------------------------------------------------- | ----------------------------------------------------- | ----------------------------------------------------- | ----------------------------------------------------- |
| Fabricație         | 1979–85                                               | 1984                                                  | 1986–92                                               | 1992–prezent                                          |                                                       |
| Lungime            | 9,77 m                                                | 9,77 m                                                | 9,77 m                                                | 9,77 m                                                | 9,77 m                                                |
| Lățime             | 3,7 m                                                 | 3,7 m                                                 | 3,7 m                                                 | 3,7 m                                                 | 3,7 m                                                 |
| Înălțime           | 2,37 m                                                | 2,37 m                                                | 2,4 m                                                 | 2,4 m                                                 | 2,4 m                                                 |
| Viteza maximă      | 72 km/h                                               | 72 km/h                                               | 66.8 km/h                                             | 66.8 km/h                                             | 68 km/h                                               |
| Autonomie          | 500 km                                                |                                                       | 463 km                                                | 391 km                                                |                                                       |
| Greutate           | 55,7 t                                                | 57 t                                                  | 61,3 t                                                | 62,1 t                                                | 63 t                                                  |
| Armament principal | tun de 105 mm M68 ghintuit                            | tun de 105 mm M68 ghintuit                            | tun de 120 mm M256 lis                                | tun de 120 mm M256 lis                                | tun de 120 mm M256 lis                                |
| Echipaj            | 4 (comandant, ochitor, încărcător, mecanic conductor) | 4 (comandant, ochitor, încărcător, mecanic conductor) | 4 (comandant, ochitor, încărcător, mecanic conductor) | 4 (comandant, ochitor, încărcător, mecanic conductor) | 4 (comandant, ochitor, încărcător, mecanic conductor) |

Notă: toate variantele de mai sus foloseau același motor.

## Utilizatori

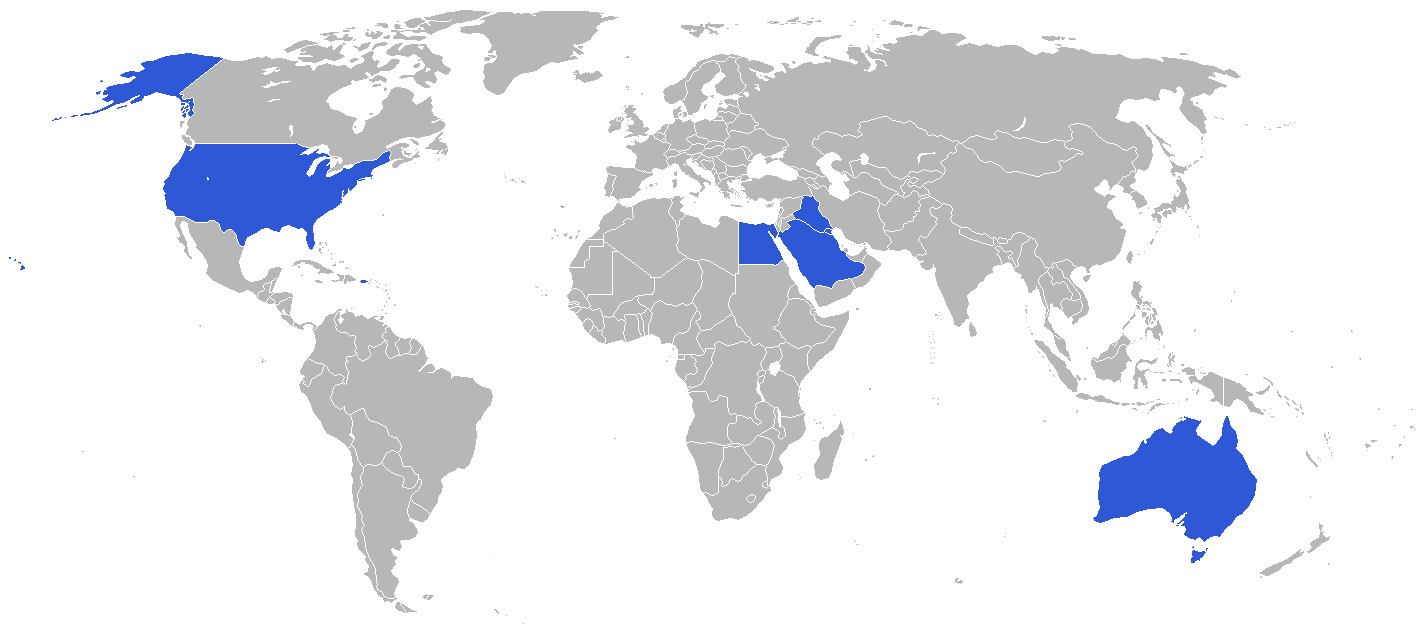
Utilizatori

- Australia - Armata australiană are 59 de tancuri M1A1SA, cumpărate în 2006 pentru a înlocui tancurile Leopard 1.
- Egipt - Armata egipteană are la dispoziție 1005 tancuri M1A1, fabricate sub licență.
- Irak - Armata irakiană a comandat 140 de tancuri M1A1M. Acestea au fost livrate în 2011. Primele 11 tancuri au fost livrate în luna august a anului 2010. Alte 22 de tancuri M1A1 ale armatei americane sunt împrumutate pentru instrucție.
- Kuwait - Armata Kuweitului a achiziționat 218 tancuri M1A2.
- Arabia Saudită - Arabia Saudită a achiziționat 373 tancuri M1 Abrams. Acestea vor fi îmbunătățite pentru a fi compatibile cu modelul M1A2S.
- Statele Unite ale Americii - SUA au aproximativ 8725 de tancuri M1 Abrams:
  - 1,547 M1A2 și M1A2SEP (Armată)
  - 6,675 M1A1 (Armată)
  - 403 M1A1 (Infanteria Marină)
- { {POL} }-Polonia a achiziționat

116 m1 abrams M1A1 FEP,28 M1A2 SEPV2
- { {POL} } - Polonia au aproximativ 98 tancuri de M1 Abrams:
  - 69 M1A1 FEP
  - 16 M1A2 SEPv2